# Nino Erné
Nino Erné (Berlino, 31 ottobre 1921 – Magonza, 11 dicembre 1994) è stato uno scrittore e traduttore tedesco.

## Biografia
Visse la prima infanzia a Milano, per poi compiere gli studi prima a Berlino poi a Monaco. Nel 1947 lavorò come insegnante e iniziò la sua attività letteraria. Nel 1950 lavorò a Magonza come redattore del periodico "Antares". In seguito si trasferì ad Aix-en-Provence dove insegnò letteratura tedesca all'Università. Intorno ai 50 anni fu assunto come "lettore" da importanti case editrici tedesche (Fischer Verlag, Blüchert). Nel 1963 iniziò a lavorare come corrispondente da Roma per la ZDF. Nel 1973 tornò a Magonza dove continuò a collaborare con la ZDF come redattore culturale.

## L'opera letteraria
Autore di romanzi e novelle, saggi e memorie, è però ricordato soprattutto come prolifico traduttore in tedesco dal francese (Honoré de Balzac, André Maurois, Georges Brassens, Valery Larbaud), dall'inglese (Oscar Wilde, Arthur Conan Doyle), dall'italiano (Leonardo Sciascia, Carlo Collodi, Riccardo Bacchelli, Italo Calvino, Pier Paolo Pasolini, Dino Buzzati).